# 东京田中短期大学
东京田中短期大学（日语：／ Tōkyō Tanaka Tanki Daigaku *）是过去一所位于日本东京都町田市的私立短期大学。

## 概要

### 简介
- 学校最早可以追溯到1932年即田中千代创立的西服裁缝团体。学校成立于1937年、学校法人成立于1951年。短期大学为于1972年开办、由学校法人田中千代学园经营[1][2]。开始招収男学生从1999年、以后招収男女学生到2008年、停办于2010年[3][2]

### 历史
- 1972年 田中千代学园短期大学成立并同时设置服饰科。
- 1973年 英语科成立[注 5]。
- 1997年 服饰造型专攻成立于专科。
- 1999年 服饰科变更为服饰造型科、开始招収男学生于两个学科。
- 2000年 改校名为东京服饰造型短期大学。服饰造型科分离为四个专攻、以下列举。
  - 制作技术专攻[注 3]
  - 视觉表現专攻⇒于2002年变更为造型专攻[注 3]
  - 设计专攻[注 4]
  - 国际商务专攻[注 4]
- 2002年 时装商务专攻成立于服饰造型科[注 3]。
- 2004年 改校名为东京田中短期大学、儿童学科[注 1]成立于涩谷区[注 2]。
- 2008年 最后一年招生于服饰造型科和儿童学科[注 1]、次年停止招生（正式停办于2010年9月16日[3]）。

## 学校环境
- 町田校园：在了东京都町田市、有服饰造型科、英语科[注 5]
- 涩谷卫星校园：在了东京都涩谷区、有儿童学科[注 1]

## 历任校长
- 田中千代：第一代短期大学校长[4]。

## 组织

### 学科
- 服饰造型科
- 儿童学科[注 1]

### 前学科
| - 服饰造型科 - 造型专攻 - 制作技术专攻 - 时装商务专攻 - 设计专攻 - 国际商务专攻 - 英语科 |

### 专科
| - 服饰造型专攻 |

### 业余课程
| - 没有 |

## 相关链接
- 日本短期大学列表